# テクニカルディレクター (テレビ)
テクニカルディレクター (TD) とは、テレビ撮影、テレビ局内での技術職種などの技術責任者のことである。プログラムディレクターをPD（ピーディー）と呼ぶため、聞き間違いを防ぐためにTDは「テーデー」と呼ばれる。

## 概要
TDの概念は放送局・番組・職種によってまちまちで、厳密な意味で確固とした定義をすることは難しい。いずれにしても技術の責任者の名称としてTDを用いることが多く、意味合いとして実務職であったり、名誉職であったり、技術プロデューサー職であったりと広義である。
プリプロ、ポスプロ、また送出系、管理系などでも使われ、非常に曖昧な呼称である。TDという名称を使用すると「何となく偉そう」という論理が働くのか、様々な技術職場でTD呼称の乱用が著しく、テレビ局内でも一概にTDと言われてもどんな職業であるか理解できない場合も多い。
ディレクターなどと企画段階から打ち合わせを行い、その企画に合うような最新技術のアドバイスなどを行う。番組の企画・内容に合わせて、技術面で進行がスムーズに行くように「技術計画書」を作ることもある。TDはスイッチャー（カメラの切り替え）の仕事も兼ねていることが多い。